# Cúp bóng đá châu Á 2015
Cúp bóng đá châu Á 2015 là Giải vô địch bóng đá châu Á lần thứ 16 diễn ra từ ngày 9 đến ngày 31 tháng 1 năm 2015 do Liên đoàn bóng đá châu Á (AFC) tổ chức tại Úc. Đây là lần đầu tiên, Úc đăng cai giải đấu này, và là lần đầu tiên, được tổ chức ở bên ngoài lục địa châu Á.
Giải đấu đã chứng kiến một loạt các kết quả không ngờ: đương kim vô địch Nhật Bản có kết quả kém nhất kể từ năm 1996 khi bị UAE loại ở tứ kết bởi loạt đá luân lưu 11m. Chủ nhà Úc giành chức vô địch đầu tiên, sau khi đánh bại Hàn Quốc với tỉ số 2–1 sau 120 phút ở trận chung kết. Úc trở thành đại diện của AFC giành quyền tham dự cúp Liên đoàn các châu lục 2017 diễn ra ở Nga, qua đó, trở thành đội tuyển duy nhất vô địch hai châu lục khác nhau với bốn cúp vô địch châu Đại Dương. Hàn Quốc đã có màn trở lại ngoạn mục khi xuất hiện tại chung kết sau 27 năm nhưng lại không thể đoạt được danh hiệu thứ 3. Uzbekistan đã đứt mạch tiến bộ của mình khi thua Hàn Quốc 0–2 tại tứ kết, trong khi Trung Quốc trở lại tứ kết kể từ giải đấu 2004. Iraq, đội bóng cựu vương, đã bất ngờ loại ứng cử viên Iran sau loạt penalty cân não với tỷ số 7–6, khi 2 đội hòa 3–3, trong khi UAE, vốn đang sa sút và chỉ mang đến một huấn luyện viên nội có gốc gác Iran, lại gây bất ngờ với vị trí thứ 3 chung cuộc. Qatar, một đội tuyển nặng ký cho chiếc cúp châu Á với thành tích vô địch Vùng Vịnh, lại bị loại ở vòng bảng mà không có điểm nào, trong khi Jordan đã không những lần đầu tiên thua tại vòng bảng, mà còn bị loại khỏi giải.

## Chọn nước chủ nhà
Úc là ứng cử viên đăng cai duy nhất và chính thức trở thành chủ nhà vào ngày 5 tháng 1 năm 2011.
Xem xét các nỗ lực của Liên đoàn bóng đá Úc trong việc phát triển các giải đấu trên lãnh thổ của họ và xem xét tất cả những thành tựu cũng đã được thực hiện đối với sự phát triển của bóng đá ở Úc và khuyến khích Úc thực hiện các bước theo hướng phát triển các giải đấu, tôi hạnh phúc và vinh dự thông báo rằng ban điều hành của Liên đoàn bóng đá châu Á đã phê duyệt Úc là quốc gia chủ nhà Cúp bóng đá châu Á 2015.— Chủ tịch AFC, Mohammed Bin Hammam.

## Vòng loại

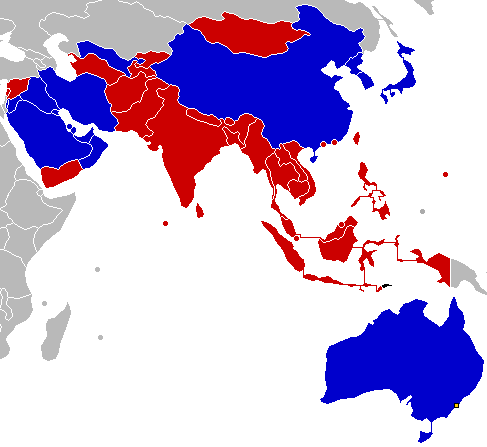
Đội giành quyền tham dự Asian Cup
Đội không vượt qua vòng loại
Đội không tham dự
Thành viên không phải AFC

Vòng loại giải đấu diễn ra theo thể thức của Liên đoàn bóng đá châu Á (AFC), giữa 25 đội bóng mạnh nhất của châu lục nhằm xác định 10 suất giành quyền tham dự vòng chung kết Cúp bóng đá châu Á 2015 được tổ chức tại Úc. Trong số 25 đội bóng này, đội chủ nhà Úc, với 3 đội giành huy chương tại Cúp bóng đá châu Á 2011 là Nhật Bản, Úc và Hàn Quốc, cùng nhà vô địch Cúp Challenge AFC 2012 là CHDCND Triều Tiên và nhà vô địch Cúp Challenge AFC 2014 là Palestine đã chính thức đoạt vé đi dự vòng chung kết mà không cần qua vòng loại. 20 đội bóng còn lại được chia làm năm bảng đấu, thi đấu 2 trận lượt đi–lượt về theo thể thức sân nhà–sân khách, chọn lấy 2 đội đứng đầu mỗi bảng và đội xếp thứ 3 xuất sắc nhất giành quyền tới Úc.

### Các đội tham dự vòng chung kết
Danh sách 16 đội tham dự Cúp bóng đá châu Á 2015
| Đội tuyển         | Vô địch                          | Ngày lọt vào         | Các lần tham dự trước 1                                                     |
| ----------------- | -------------------------------- | -------------------- | --------------------------------------------------------------------------- |
| Úc                | Chủ nhà 2                        | 5 tháng 1 năm 2011   | 2 (2007, 2011)                                                              |
| Nhật Bản          | Cúp bóng đá châu Á 2011          | 25 tháng 1 năm 2011  | 7 (1988, 1992, 1996, 2000, 2004, 2007, 2011)                                |
| Hàn Quốc          | Cúp bóng đá châu Á 2011          | 28 tháng 1 năm 2011  | 12 (1956, 1960, 1964, 1972, 1980, 1984, 1988, 1996, 2000, 2004, 2007, 2011) |
| CHDCND Triều Tiên | Cúp Challenge AFC 2012           | 19 tháng 3 năm 2012  | 3 (1980, 1992, 2011)                                                        |
| Bahrain           | Nhất bảng D                      | 15 tháng 11 năm 2013 | 4 (1988, 2004, 2007, 2011)                                                  |
| UAE               | Nhất bảng E                      | 15 tháng 11 năm 2013 | 8 (1980, 1984, 1988, 1992, 1996, 2004, 2007, 2011)                          |
| Ả Rập Xê Út       | Nhất bảng C                      | 15 tháng 11 năm 2013 | 8 (1984, 1988, 1992, 1996, 2000, 2004, 2007, 2011)                          |
| Oman              | Nhất bảng A                      | 19 tháng 11 năm 2013 | 2 (2004, 2007)                                                              |
| Uzbekistan        | Nhì bảng E                       | 19 tháng 11 năm 2013 | 5 (1996, 2000, 2004, 2007, 2011)                                            |
| Qatar             | Nhì bảng D                       | 19 tháng 11 năm 2013 | 8 (1980, 1984, 1988, 1992, 2000, 2004, 2007, 2011)                          |
| Iran              | Nhất bảng B                      | 19 tháng 11 năm 2013 | 12 (1968, 1972, 1976, 1980, 1984, 1988, 1992, 1996, 2000, 2004, 2007, 2011) |
| Kuwait            | Nhì bảng B                       | 19 tháng 11 năm 2013 | 9 (1972, 1976, 1980, 1984, 1988, 1996, 2000, 2004, 2011)                    |
| Jordan            | Nhì bảng A                       | 4 tháng 2 năm 2014   | 2 (2004, 2011)                                                              |
| Iraq              | Nhì bảng C                       | 5 tháng 3 năm 2014   | 7 (1972, 1976, 1996, 2000, 2004,, 2007, 2011)                               |
| Trung Quốc        | Đội thứ 3 có thành tích tốt nhất | 5 tháng 3 năm 2014   | 10 (1976, 1980, 1984, 1988, 1992, 1996, 2000, 2004, 2007, 2011)             |
| Palestine         | Cúp Challenge AFC 2014           | 30 tháng 5 năm 2014  | 0 (lần đầu)                                                                 |

1 In đậm: vô địch năm tham dự.
2 Vị trí đủ điều kiện về nhì Úc cũng thu được Cúp bóng đá châu Á 2011

### Bốc thăm chia bảng

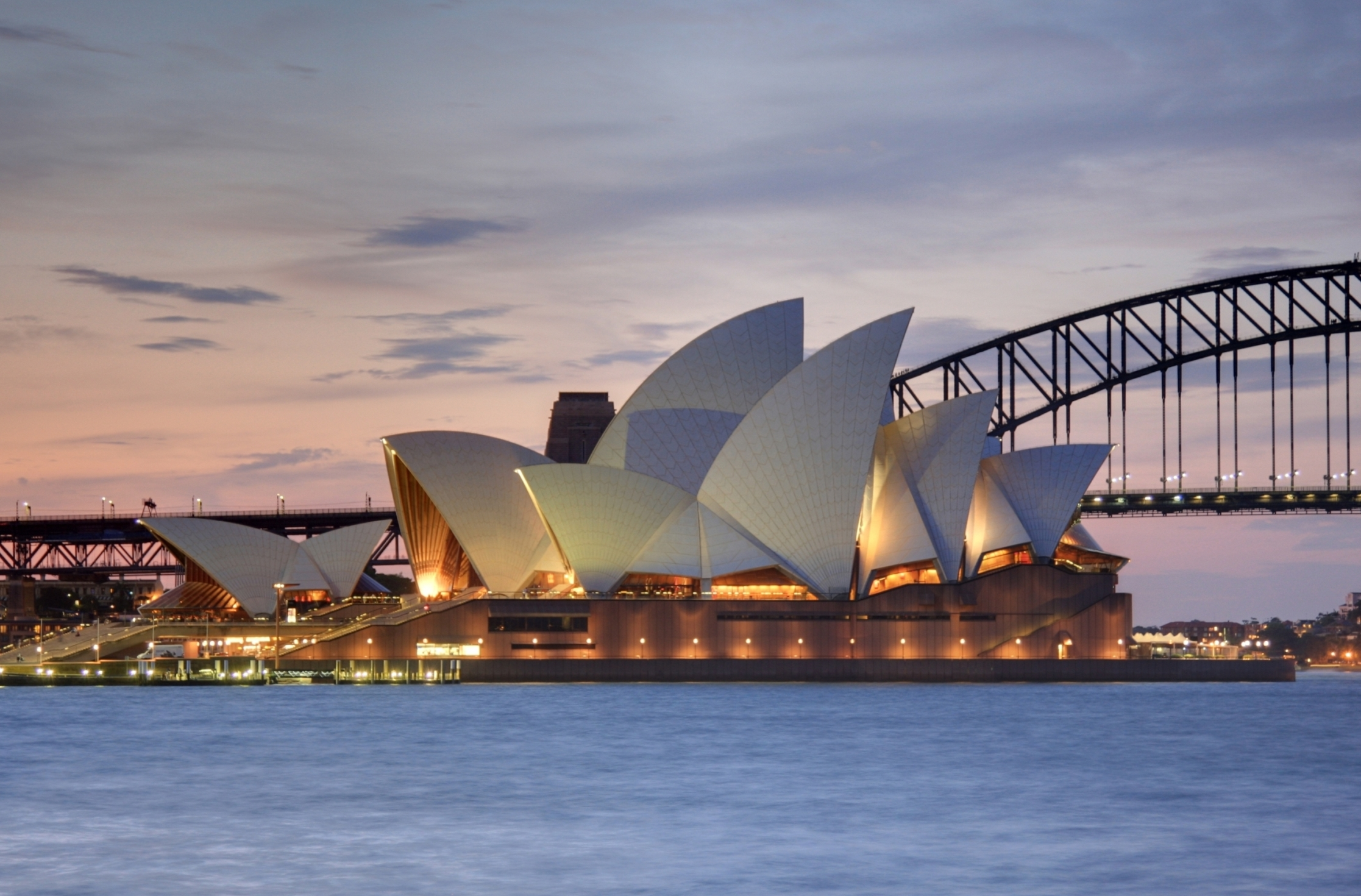
Nhà hát Opera Sydney, nơi diễn ra lễ bốc thăm chia bảng vòng chung kết Cúp bóng đá châu Á 2015

Lễ bốc thăm vòng chung kết được tổ chức tại nhà hát Opera Sydney vào ngày 26 tháng 3 năm 2014. 16 đội tham gia được chia thành bốn nhóm dựa theo bảng xếp hạng FIFA để bốc thăm vòng bảng. Lễ bốc thăm được công bố vào tháng 3 năm 2014. Dưới đây là 4 nhóm hạt giống.
| Nhóm 1                                                          | Nhóm 2                                                    | Nhóm 3                                                 | Nhóm 4                                                                   |
| --------------------------------------------------------------- | --------------------------------------------------------- | ------------------------------------------------------ | ------------------------------------------------------------------------ |
| Úc (63) (Chủ nhà) · Iran (42) · Nhật Bản (48) · Uzbekistan (55) | Hàn Quốc (60) · UAE (61) · Jordan (66) · Ả Rập Xê Út (75) | Oman (81) · Trung Quốc (98) · Qatar (101) · Iraq (103) | Bahrain (106) · Kuwait (110) · CHDCND Triều Tiên (133) · Palestine (167) |

## Địa điểm

### Sân vận động
Năm thành phố chủ nhà bao gồm: Sydney, Melbourne, Brisbane, Canberra và Newcastle, được công bố vào ngày 27 tháng 3 năm 2013, với tổng số 5 địa điểm được sử dụng.
| Sydney                             | Brisbane                           | Newcastle                          |
| ---------------------------------- | ---------------------------------- | ---------------------------------- |
| Sân vận động Australia             | Sân vận động Brisbane              | Sân vận động Newcastle             |
| Sức chứa: 84.000                   | Sức chứa: 52.500                   | Sức chứa: 33.000                   |
|                                    |                                    |                                    |
| Melbourne                          | Cúp bóng đá châu Á 2015 (Thế giới) | Cúp bóng đá châu Á 2015 (Thế giới) |
| Sân vận động Melbourne Rectangular | Cúp bóng đá châu Á 2015 (Thế giới) | Cúp bóng đá châu Á 2015 (Thế giới) |
| Sức chứa: 30.050                   | Cúp bóng đá châu Á 2015 (Thế giới) | Cúp bóng đá châu Á 2015 (Thế giới) |
|                                    | Cúp bóng đá châu Á 2015 (Thế giới) | Cúp bóng đá châu Á 2015 (Thế giới) |
| Canberra                           | Cúp bóng đá châu Á 2015 (Thế giới) | Cúp bóng đá châu Á 2015 (Thế giới) |
| Sân vận động Canberra              | Cúp bóng đá châu Á 2015 (Thế giới) | Cúp bóng đá châu Á 2015 (Thế giới) |
| Sức chứa: 25.011                   | Cúp bóng đá châu Á 2015 (Thế giới) | Cúp bóng đá châu Á 2015 (Thế giới) |
|                                    | Cúp bóng đá châu Á 2015 (Thế giới) | Cúp bóng đá châu Á 2015 (Thế giới) |

### Trại đóng quân
Mỗi đội có một "trại đóng quân" cho vị trí của mình giữa các trận đấu. Từ danh sách ban đầu của 27 địa điểm, các hiệp hội quốc gia đã chọn vị trí của họ trong năm 2014. Các đội sẽ đào tạo và cư trú tại các địa điểm trên khắp các giải đấu, đi du lịch để tổ chức giải đấu đi từ căn cứ của họ.
| Đội tuyển         | Xuất hiện   | Trận đấu cuối cùng | Căn cứ     | Địa điểm ở vòng bảng            | Địa điểm ở tứ kết | Địa điểm ở bán kết | Địa điểm ở chung kết |
| ----------------- | ----------- | ------------------ | ---------- | ------------------------------- | ----------------- | ------------------ | -------------------- |
| Úc                | 29 tháng 12 | 31 tháng 1         | Melbourne  | Melbourne, Sydney & Brisbane    | Brisbane          | Newcastle          | Sydney               |
| Bahrain           | 22 tháng 12 | 19 tháng 1         | Ballarat   | Melbourne, Canberra & Sydney    | —                 | —                  | —                    |
| Trung Quốc        | 29 tháng 12 | 22 tháng 1         | Sydney     | Brisbane & Canberra             | Brisbane          | —                  | —                    |
| Iran              | 31 tháng 12 | 23 tháng 1         | Sydney     | Melbourne, Sydney & Brisbane    | Canberra          | —                  | —                    |
| Iraq              | 1 tháng 1   | 30 tháng 1         | Canberra   | Brisbane & Canberra             | Canberra          | Sydney             | Newcastle            |
| Nhật Bản          | 3 tháng 1   | 23 tháng 1         | Cessnock   | Newcastle, Brisbane & Melbourne | Sydney            | —                  | —                    |
| Jordan            | 23 tháng 12 | 20 tháng 1         | Newcastle  | Brisbane & Melbourne            | —                 | —                  | —                    |
| Kuwait            | 18 tháng 12 | 17 tháng 1         | Queanbeyan | Melbourne, Canberra & Newcastle | —                 | —                  | —                    |
| CHDCND Triều Tiên | 15 tháng 12 | 18 tháng 1         | Canberra   | Sydney, Melbourne & Canberra    | —                 | —                  | —                    |
| Oman              | 28 tháng 12 | 17 tháng 1         | Sydney     | Canberra, Sydney & Newcastle    | —                 | —                  | —                    |
| Palestine         | 2 tháng 1   | 20 tháng 1         | Brisbane   | Newcastle, Melbourne & Canberra | —                 | —                  | —                    |
| Qatar             | 28 tháng 12 | 19 tháng 1         | Canberra   | Canberra & Sydney               | —                 | —                  | —                    |
| Ả Rập Xê Út       | 26 tháng 12 | 18 tháng 1         | Brisbane   | Brisbane & Melbourne            | —                 | —                  | —                    |
| Hàn Quốc          | 27 tháng 12 | 31 tháng 1         | Brisbane   | Canberra & Brisbane             | Melbourne         | Sydney             | Sydney               |
| UAE               | 26 tháng 12 | 30 tháng 1         | Gold Coast | Canberra & Brisbane             | Sydney            | Newcastle          | Newcastle            |
| Uzbekistan        | 3 tháng 1   | 22 tháng 1         | Melbourne  | Sydney, Brisbane & Melbourne    | Melbourne         | —                  | —                    |

## Các đài truyền hình
Giải đấu được truyền hình trực tiếp trên khoảng 80 kênh truyền hình khắp thế giới. Dự kiến khoảng 800 triệu người theo dõi các trận đấu, với các giải đấu đạt được một khán giả truyền hình tiềm năng của hơn 2.5 tỷ người. Dưới đây là danh sách xác nhận các quốc gia và vùng lãnh thổ sở hữu quyền phát sóng cho Cúp bóng đá châu Á 2015.
| Các khu vực            | Kênh                       | Tham khảo |
| ---------------------- | -------------------------- | --------- |
| Liên đoàn Ả Rập        | beIN Sports                | [ 5 ]     |
| Châu Á-Thái Bình Dương | Fox International Channels | [ 5 ]     |
| Úc                     | Fox Sports, ABC            | [ 6 ]     |
| Brasil                 | SporTV                     | [ 5 ]     |
| Trung Quốc             | CCTV                       | [ 7 ]     |
| Liên minh châu Âu      | Eurosport                  | [ 5 ]     |
| Hồng Kông              | Now TV                     | [ 7 ]     |
| Ấn Độ                  | Sony SIX                   | [ 7 ]     |
| Indonesia              | Sindo TV                   | [ 7 ]     |
| Iran                   | IRIB                       | [ 7 ]     |
| Nhật Bản               | TV Asahi, NHK BS1          | [ 5 ]     |
| Malaysia               | TV3                        | [ 5 ]     |
| New Zealand            | Sky Sport                  | [ 7 ]     |
| Bắc Mỹ                 | ONE World Sports           | [ 5 ]     |
| Nam Phi                | SABC                       | [ 7 ]     |
| Hàn Quốc               | KBS, SBS, MBC              | [ 5 ]     |
| Thái Lan               | Channel 7                  | [ 5 ]     |
| Philippines            | ABS-CBN Sports+Action      | [ 5 ]     |
| Uzbekistan             | SPORT-UZ                   | [ 7 ]     |

1. ↑  Trong đó có  Việt Nam

## Bóng thi đấu chính thức
Nike Ordem 2 được công bố là quả bóng trận đấu Cúp bóng đá châu Á 2015 chính thức vào ngày 1 tháng 10 năm 2014. Bóng thể hiện màu sắc truyền thống của giải đấu. Bóng chủ yếu là màu trắng có thiết kế đặc biệt với một đường nét đồ họa chủ yếu là màu đỏ và các chi tiết màu vàng để dễ nhìn thấy hơn. Bóng có biểu tượng Cúp bóng đá châu Á 2015 cũng như một hình Swoosh màu đen. Quả bóng được thiết kế sao cho đường bay, độ chính xác và kiểm soát thực sự chân thực, và các tính năng rãnh Nike Aerowtrac và một vỏ bọc vi kết cấu. Công nghệ Nike RaDaR (Rapid Decision and Response) độc đáo cũng được sử dụng trong thiết kế của nó để bóng nhanh hơn, trong khi 3 lớp tổng hợp trên được thực hiện cho cảm ứng tối ưu.

## Trọng tài trận đấu
Ngày 1 tháng 1 năm 2015, AFC công bố 43 trọng tài tham gia điều hành các trận đấu, bao gồm cả trợ lý trọng tài, 3 trọng tài dự bị, và 4 trợ lý trọng tài dự trữ. Mỗi tổ trọng tài (trong đó có 11) gồm 3 quan chức trận đấu từ cùng một quốc gia: một trọng tài chính và 2 trợ lý trọng tài.
| Quốc gia    | Trọng tài              | Trợ lý trọng tài                          | Giám sát trận đấu |
| ----------- | ---------------------- | ----------------------------------------- | --- |
| Úc          | Ben Williams           | Matthew Cream Paul Cetrangolo             | Iran–Bahrain (Bảng C) Uzbekistan-Ả Rập Saudi (Bảng B) Iran-Iraq (Tứ kết)                                                      |
| Úc          | Chris Beath            |                                           | Bahrain - UAE (Bảng C) |
| Bahrain     | Nawaf Shukralla        | Yaser Tulefat Ebrahim Saleh               | Uzbekistan–CHDCND Triều Tiên (Bảng B) Úc–Hàn Quốc (Bảng A) Iraq–UAE (Tranh hạng ba)                                           |
| Iran        | Alireza Faghani        | Reza Sokhandan Mohammad Reza Abolfazli    | Ả Rập Saudi–Trung Quốc (Bảng B) Kuwait–Hàn Quốc (Bảng A) Iraq–Nhật Bản (Bảng D) Nhật Bản-UAE (Tứ kết) Hàn Quốc–Úc (Chung kết) |
| Nhật Bản    | Sato Ryuji             | Sagara Toru Nagi Toshiyuki                | Oman–Úc (Bảng A) Iran–UAE (Bảng C) Hàn Quốc–Iraq (Bán kết)                                                                    |
| New Zealand | Peter O'Leary          | Jan Hendrik Hintz Mark Rule               | Hàn Quốc–Oman (Bảng A) |
| Oman        | Abdullah Al Hilali     | Hamad Al-Mayahi Abu Bakar Al Amri         | CHDCND Triều Tiên–Ả Rập Saudi (Bảng B) Qatar–Bahrain (Bảng C)                                                                 |
| Qatar       | Abdulrahman Abdou      | Taleb Al-Marri Ramzan Al-Naemi            | Nhật Bản–Palestine (Bảng D) Trung Quốc–CHDCND Triều Tiên (Bảng B)                                                             |
| Ả Rập Xê Út | Fahad Al-Mirdasi       | Badr Al-Shumrani Abdulla Al Shalwai       | Jordan–Iraq (Bảng D) Oman–Kuwait (Bảng A) Hàn Quốc-Uzbekistan (Tứ kết)                                                        |
| Hàn Quốc    | Kim Jong-Hyeok         | Jeong Hae-Sang Yoon Kwang-Yeol            | UAE–Qatar (Bảng C) Palestine–Jordan (Bảng D) Trung Quốc-Úc (Tứ kết)                                                           |
| UAE         | Abdulla Hassan Mohamed | Mohamed Al Hammadi Hasan Al Mahri         | Trung Quốc–Uzbekistan (Bảng B) Iraq–Palestine (Bảng D)                                                                        |
| Uzbekistan  | Ravshan Irmatov        | Abdukhamidullo Rasulov Bakhadyr Kochkarov | Úc–Kuwait (Bảng A) Qatar–Iran (Bảng C) Nhật Bản–Jordan (Bảng D) Úc–UAE (Bán kết)                                              |

- Trọng tài bắt chính trận chung kết.

6 giám sát trận đấu, người từng là trọng tài thứ tư, và 8 trợ lý trọng tài hỗ trợ, người từng là trọng tài thứ năm, cũng được đặt tên là:
| Quốc gia  | Trọng tài thứ tư         |
| --------- | ------------------------ |
| Úc        | Chris Beath              |
| Nhật Bản  | Yamamoto Yudai           |
| Malaysia  | Mohd Amirul Izwan        |
| Singapore | Muhammad Taqi Al-Jaafari |
| Sri Lanka | Hettikamkanamge Perera   |
| UAE       | Ammar Al-Jeneibi         |

| Quốc gia   | Trợ lý trọng tài hỗ trợ |
| ---------- | ----------------------- |
| Hồng Kông  | Chow Chun Kit           |
| Iraq       | Najah Raham Rashid      |
| Nhật Bản   | Yagi Akane              |
| Malaysia   | Mohd Yusri Muhamad      |
| Malaysia   | Azman Ismail            |
| Singapore  | Jeffrey Goh             |
| Sri Lanka  | Palitha Hemathunga      |
| Uzbekistan | Jakhongir Saidov        |

## Danh sách cầu thủ tham dự giải
Mỗi quốc gia sẽ có đội hình cuối cùng gồm 23 cầu thủ phải nộp trước ngày 30 tháng 12 năm 2014.

## Vòng bảng
| Vô địch Á quân | Hạng ba Hạng tư | Tứ kết Vòng bảng |

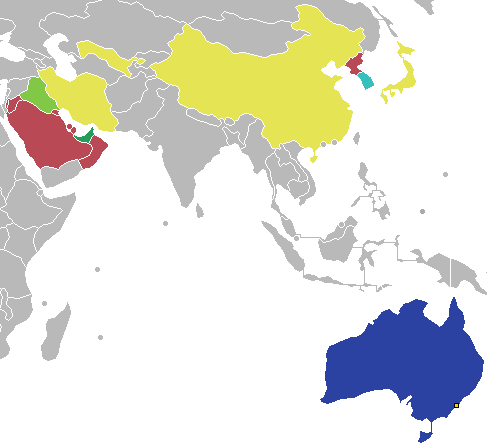
Kết quả của các đội tuyển tham dự Cúp bóng đá châu Á 2015
Vô địch
Á quân
Hạng ba
Hạng tư
Tứ kết
Vòng bảng

Lịch thi đấu được công bố vào ngày 27 tháng 3 năm 2013.
Các đội nhất và nhì bảng giành quyền vào vòng đấu loại trực tiếp.

| Các tiêu chí cho vòng bảng |
| --- |
| Giống như giải đấu trước, nếu 2 hay nhiều đội bằng điểm khi kết thúc vòng bảng, các tiêu chí để xếp hạng như sau: Các tiêu chí 1 đến 4 tính trên kết quả đối đầu trực tiếp giữa các đội đang xét |
| 1. Điểm số 2. Hiệu số bàn thắng 3. Số bàn thắng 4. Số bàn thắng sân khách 5. Nếu sau khi so sánh 4 tiêu chí trên vẫn có 2 hay nhiều đội bằng nhau thì lặp lại 4 tiêu chí đó với các đội này. Nếu vẫn bằng nhau thì xét đến các tiêu chí tiếp theo 6. Kết quả thi đấu với các đội trong bảng 1. Hiệu số bàn thắng 2. Số bàn thắng 3. Số bàn thắng sân khách 4. Chỉ số chơi đẹp 7. Bốc thăm của AFC |

#### Bảng A
| VT | Đội      | ST | T | H | B | BT | BB | HS | Đ | Giành quyền tham dự                     |
| -- | -------- | -- | - | - | - | -- | -- | -- | - | --------------------------------------- |
| 1  | Hàn Quốc | 3  | 3 | 0 | 0 | 3  | 0  | +3 | 9 | Giành quyền vào vòng đấu loại trực tiếp |
| 2  | Úc (H)   | 3  | 2 | 0 | 1 | 8  | 2  | +6 | 6 | Giành quyền vào vòng đấu loại trực tiếp |
| 3  | Oman     | 3  | 1 | 0 | 2 | 1  | 5  | −4 | 3 |                                         |
| 4  | Kuwait   | 3  | 0 | 0 | 3 | 1  | 6  | −5 | 0 |                                         |

| 9 tháng 1 năm 2015  |     |          |                                                                                       |

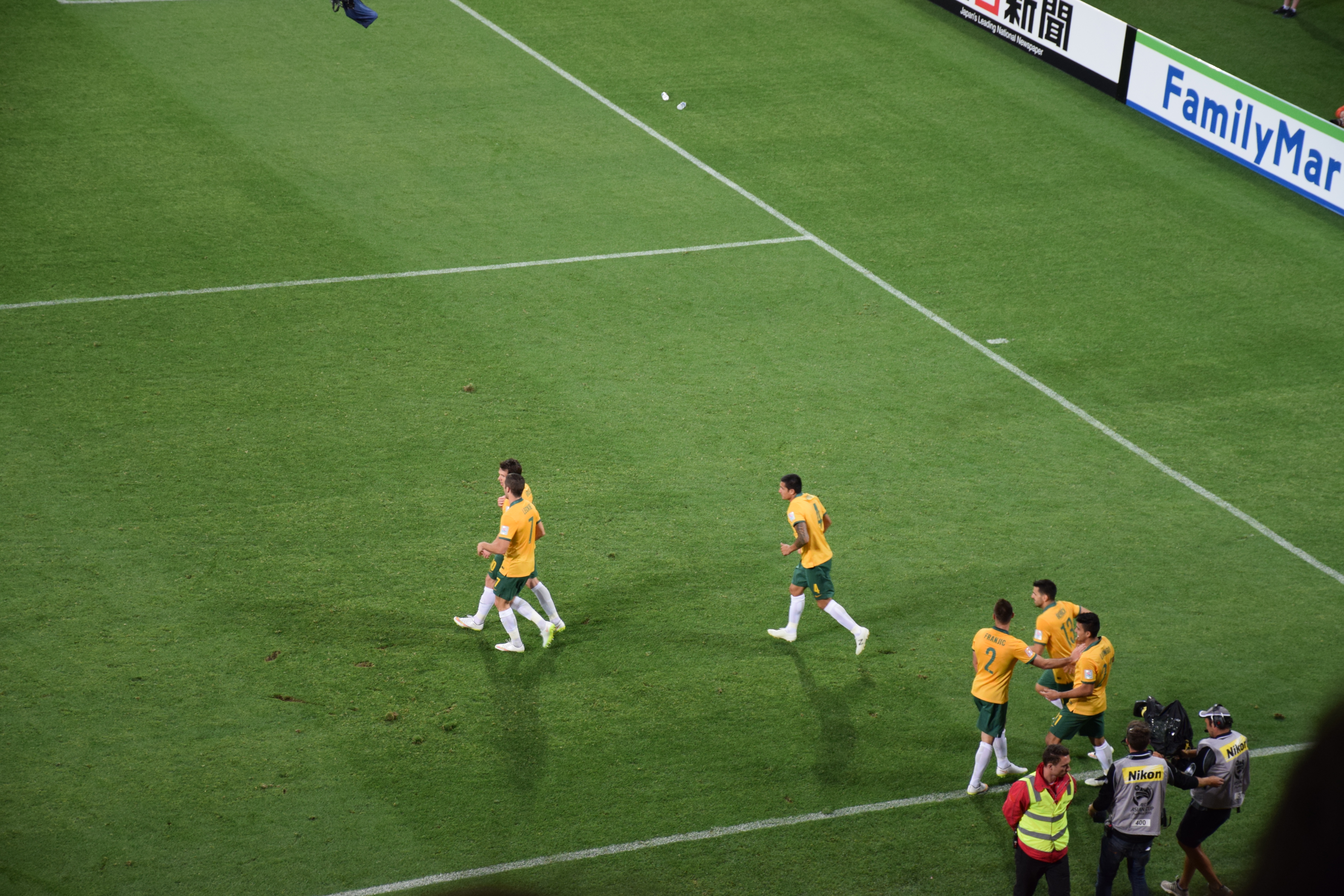
Trận đấu mở màn, đội Úc với đội Kuwait

| Úc                  | 4–1 | Kuwait   | Sân vận động Melbourne Rectangular, Melbourne Trọng tài: Ravshan Irmatov (Uzbekistan) |
| 10 tháng 1 năm 2015 |     |          |                                                                                       |
| Hàn Quốc            | 1–0 | Oman     | Sân vận động Canberra, Canberra Trọng tài: Peter O'Leary (New Zealand)                |
| 13 tháng 1 năm 2015 |     |          |                                                                                       |
| Kuwait              | 0–1 | Hàn Quốc | Sân vận động Canberra, Canberra Trọng tài: Alireza Faghani (Iran)                     |
| Oman                | 0–4 | Úc       | Sân vận động Australia, Sydney Trọng tài: Ryuji Sato (Japan)                          |
| 17 tháng 1 năm 2015 |     |          |                                                                                       |
| Úc                  | 0–1 | Hàn Quốc | Sân vận động Brisbane, Brisbane Trọng tài: Nawaf Shukralla (Bahrain)                  |
| Oman                | 1–0 | Kuwait   | Sân vận động Newcastle, Newcastle Trọng tài: Fahad Al-Mirdasi (Saudi Arabia)          |

#### Bảng B
| VT | Đội               | ST | T | H | B | BT | BB | HS | Đ | Giành quyền tham dự                     |
| -- | ----------------- | -- | - | - | - | -- | -- | -- | - | --------------------------------------- |
| 1  | Trung Quốc        | 3  | 3 | 0 | 0 | 5  | 2  | +3 | 9 | Giành quyền vào vòng đấu loại trực tiếp |
| 2  | Uzbekistan        | 3  | 2 | 0 | 1 | 5  | 3  | +2 | 6 | Giành quyền vào vòng đấu loại trực tiếp |
| 3  | Ả Rập Xê Út       | 3  | 1 | 0 | 2 | 5  | 5  | 0  | 3 |                                         |
| 4  | CHDCND Triều Tiên | 3  | 0 | 0 | 3 | 2  | 7  | −5 | 0 |                                         |

| 10 tháng 1 năm 2015 |     |                   |                                                                                                   |
| Uzbekistan          | 1–0 | CHDCND Triều Tiên | Sân vận động Australia, Sydney Trọng tài: Nawaf Shukralla (Bahrain)                               |
| Ả Rập Xê Út         | 0–1 | Trung Quốc        | Sân vận động Brisbane, Brisbane Trọng tài: Alireza Faghani (Iran)                                 |
| 14 tháng 1 năm 2015 |     |                   |                                                                                                   |
| CHDCND Triều Tiên   | 1–4 | Ả Rập Xê Út       | Sân vận động Melbourne Rectangular, Melbourne Trọng tài: Abdullah Al Hilali (Oman)                |
| Trung Quốc          | 2–1 | Uzbekistan        | Sân vận động Brisbane, Brisbane Trọng tài: Mohammed Abdulla Hassan Mohamed (United Arab Emirates) |
| 18 tháng 1 năm 2015 |     |                   |                                                                                                   |
| Uzbekistan          | 3–1 | Ả Rập Xê Út       | Sân vận động Melbourne Rectangular, Melbourne Trọng tài: Ben Williams (Australia)                 |
| Trung Quốc          | 2–1 | CHDCND Triều Tiên | Sân vận động Canberra, Canberra Trọng tài: Abdulrahman Abdou (Qatar)                              |

#### Bảng C
| VT | Đội     | ST | T | H | B | BT | BB | HS | Đ | Giành quyền tham dự                     |
| -- | ------- | -- | - | - | - | -- | -- | -- | - | --------------------------------------- |
| 1  | Iran    | 3  | 3 | 0 | 0 | 4  | 0  | +4 | 9 | Giành quyền vào vòng đấu loại trực tiếp |
| 2  | UAE     | 3  | 2 | 0 | 1 | 6  | 3  | +3 | 6 | Giành quyền vào vòng đấu loại trực tiếp |
| 3  | Bahrain | 3  | 1 | 0 | 2 | 3  | 5  | −2 | 3 |                                         |
| 4  | Qatar   | 3  | 0 | 0 | 3 | 2  | 7  | −5 | 0 |                                         |

| 11 tháng 1 năm 2015 |     |         |                                                                                   |
| UAE                 | 4–1 | Qatar   | Sân vận động Canberra, Canberra Trọng tài: Kim Jong-hyeok (South Korea)           |
| Iran                | 2–0 | Bahrain | Sân vận động Melbourne Rectangular, Melbourne Trọng tài: Ben Williams (Australia) |
| 15 tháng 1 năm 2015 |     |         |                                                                                   |
| Bahrain             | 1–2 | UAE     | Sân vận động Canberra, Canberra Trọng tài: Chris Beath (Australia)                |
| Qatar               | 0–1 | Iran    | Sân vận động Australia, Sydney Trọng tài: Ravshan Irmatov (Uzbekistan)            |
| 19 tháng 1 năm 2015 |     |         |                                                                                   |
| Iran                | 1–0 | UAE     | Sân vận động Brisbane, Brisbane Trọng tài: Ryuji Sato (Japan)                     |
| Qatar               | 1–2 | Bahrain | Sân vận động Australia, Sydney Trọng tài: Abdullah Al Hilali (Oman)               |

#### Bảng D
| VT | Đội       | ST | T | H | B | BT | BB | HS  | Đ | Giành quyền tham dự                     |
| -- | --------- | -- | - | - | - | -- | -- | --- | - | --------------------------------------- |
| 1  | Nhật Bản  | 3  | 3 | 0 | 0 | 7  | 0  | +7  | 9 | Giành quyền vào vòng đấu loại trực tiếp |
| 2  | Iraq      | 3  | 2 | 0 | 1 | 3  | 1  | +2  | 6 | Giành quyền vào vòng đấu loại trực tiếp |
| 3  | Jordan    | 3  | 1 | 0 | 2 | 5  | 4  | +1  | 3 |                                         |
| 4  | Palestine | 3  | 0 | 0 | 3 | 1  | 11 | −10 | 0 |                                         |

| 12 tháng 1 năm 2015 |     |           |                                                                                                   |
| Nhật Bản            | 4–0 | Palestine | Sân vận động Newcastle, Newcastle Trọng tài: Abdulrahman Abdou (Qatar)                            |
| Jordan              | 0–1 | Iraq      | Sân vận động Brisbane, Brisbane Trọng tài: Fahad Al-Mirdasi (Saudi Arabia)                        |
| 16 tháng 1 năm 2015 |     |           |                                                                                                   |
| Palestine           | 1–5 | Jordan    | Sân vận động Melbourne Rectangular, Melbourne Trọng tài: Kim Jong-hyeok (South Korea)             |
| Iraq                | 0–1 | Nhật Bản  | Sân vận động Brisbane, Brisbane Trọng tài: Alireza Faghani (Iran)                                 |
| 20 tháng 1 năm 2015 |     |           |                                                                                                   |
| Nhật Bản            | 2–0 | Jordan    | Sân vận động Melbourne Rectangular, Melbourne Trọng tài: Ravshan Irmatov (Uzbekistan)             |
| Iraq                | 2–0 | Palestine | Sân vận động Canberra, Canberra Trọng tài: Mohammed Abdulla Hassan Mohamed (United Arab Emirates) |

## Vòng đấu loại trực tiếp
|  | Tứ kết                 | Tứ kết                 |                        |       | Bán kết       | Bán kết       |  |  | Chung kết | Chung kết |
|  |                        |                        |                        |       |               |               |  |  |           |           |
|  | 22 tháng 1 – Melbourne |                        |                        |       |               |               |  |  |           |           |
|  |                        |                        |                        |       |               |               |  |  |           |           |
|  | Hàn Quốc (s.h.p.)      | 2                      |                        |       |               |               |  |  |           |           |
|  | Hàn Quốc (s.h.p.)      | 2                      | 26 tháng 1 – Sydney    |       |               |               |  |  |           |           |
|  | Uzbekistan             | 0                      |                        |       |               |               |  |  |           |           |
|  | Uzbekistan             | 0                      | Hàn Quốc               | 2     |               |               |  |  |           |           |
|  | 23 tháng 1 – Canberra  |                        | Hàn Quốc               | 2     |               |               |  |  |           |           |
|  |                        | Iraq                   | 0                      |       |               |               |  |  |           |           |
|  | Iran                   | Iraq                   | 0                      | 3 (6) |               |               |  |  |           |           |
|  | Iran                   |                        | 31 tháng 1 – Sydney    | 3 (6) |               |               |  |  |           |           |
|  | Iraq (ph.đ)            | 3 (7)                  |                        |       |               |               |  |  |           |           |
|  | Iraq (ph.đ)            | 3 (7)                  | Hàn Quốc               | 1     |               |               |  |  |           |           |
|  | 22 tháng 1 – Brisbane  |                        | Hàn Quốc               | 1     |               |               |  |  |           |           |
|  |                        | Úc (s.h.p.)            | 2                      |       |               |               |  |  |           |           |
|  | Trung Quốc             | Úc (s.h.p.)            | 2                      | 0     |               |               |  |  |           |           |
|  | Trung Quốc             | 27 tháng 1 – Newcastle |                        | 0     |               |               |  |  |           |           |
|  | Úc                     | 2                      |                        |       |               |               |  |  |           |           |
|  | Úc                     | 2                      | Úc                     | 2     |               |               |  |  |           |           |
|  | 23 tháng 1 – Sydney    |                        | Úc                     | 2     |               |               |  |  |           |           |
|  |                        | UAE                    | 0                      |       | Tranh hạng ba | Tranh hạng ba |  |  |           |           |
|  | Nhật Bản               | UAE                    | 0                      | 1 (4) | Tranh hạng ba | Tranh hạng ba |  |  |           |           |
|  | Nhật Bản               |                        | 30 tháng 1 – Newcastle | 1 (4) |               |               |  |  |           |           |
|  | UAE (ph.đ)             | 1 (5)                  |                        |       |               |               |  |  |           |           |
|  | UAE (ph.đ)             | 1 (5)                  | Iraq                   | 2     |               |               |  |  |           |           |
|  |                        |                        |                        |       |               |               |  |  |           |           |
|  | UAE                    | 3                      |                        |       |               |               |  |  |           |           |
|  | UAE                    | 3                      |                        |       |               |               |  |  |           |           |

Tỷ số sau khi thêm thời gian được chỉ định bởi (h.p) và đá luân lưu được chỉ định bởi (ph.đ).

### Tứ kết
| Hàn Quốc                 | 2–0 (s.h.p.) | Uzbekistan |
| ------------------------ | ------------ | ---------- |
| Son Heung-Min 104', 119' | Chi tiết     |            |

| Trung Quốc | 0–2      | Úc              |
| ---------- | -------- | --------------- |
|            | Chi tiết | Cahill 49', 65' |

| Iran                                                                                       | 3–3 (s.h.p.) | Iraq                                                                     |
| ------------------------------------------------------------------------------------------ | ------------ | ------------------------------------------------------------------------ |
| Azmoun 24' · Pouraliganji 103' · Ghoochannejhad 119'                                       | Chi tiết     | Yasin 56' · Mahmoud 93' · Ismail 116' (ph.đ.)                            |
| Loạt sút luân lưu                                                                          |              |                                                                          |
| Hajsafi · Pouraliganji · Nekounam · Hosseini · Ghafouri · Jahanbakhsh · Teymourian · Amiri | 6–7          | Abdul-Amir · Salem · Ismail · Adnan · Mahmoud · Kasim · Hussein · Shaker |

| Nhật Bản                                                 | 1–1      | UAE                                                              |
| -------------------------------------------------------- | -------- | ---------------------------------------------------------------- |
| Shibasaki 81'                                            | Chi tiết | Mabkhout 7'                                                      |
| Loạt sút luân lưu                                        |          |                                                                  |
| Honda · Hasebe · Shibasaki · Toyoda · Morishige · Kagawa | 4–5      | O. Abdulrahman · Mabkhout · Esmaeel · Hassan · Fardan · I. Ahmed |

### Bán kết
| Hàn Quốc                               | 2–0      | Iraq |
| -------------------------------------- | -------- | ---- |
| Lee Jung-Hyup 20' · Kim Young-Gwon 50' | Chi tiết |      |

| Úc                          | 2–0      | UAE |
| --------------------------- | -------- | --- |
| Sainsbury 3' · Davidson 14' | Chi tiết |     |

### Tranh hạng ba
| Iraq                  | 2–3      | UAE                                    |
| --------------------- | -------- | -------------------------------------- |
| Salem 28' · Kalaf 42' | Chi tiết | Khalil 16', 51' · Mabkhout 57' (ph.đ.) |

### Chung kết
| Hàn Quốc            | 1–2 (s.h.p.) | Úc                       |
| ------------------- | ------------ | ------------------------ |
| Son Heung-Min 90+1' | Chi tiết     | Luongo 45' · Troisi 105' |

### Vô địch
| Vô địch Asian Cup 2015 Úc Lần thứ nhất |

## Thống kê

### Cầu thủ ghi bàn
5 bàn
- Ali Mabkhout

4 bàn
- Hamza Al-Dardour
- Ahmed Khalil

3 bàn
- Tim Cahill
- Tôn Khắc
- Honda Keisuke
- Mohammad Al-Sahlawi
- Son Heung-Min

2 bàn
- Massimo Luongo
- James Troisi
- Sardar Azmoun
- Reza Ghoochannejhad
- Younis Mahmoud
- Ahmed Yasin
- Lee Jung-Hyup
- Sardor Rashidov

1 bàn
- Jason Davidson
- Mile Jedinak
- Tomi Juric
- Robbie Kruse
- Matt McKay
- Mark Milligan
- Trent Sainsbury
- Sayed Jaafar Ahmed
- Jaycee John Okwunwanne
- Sayed Saeed
- Ngô Hi
- Vu Hải
- Ehsan Hajsafi
- Morteza Pouraliganji
- Masoud Shojaei
- Dhurgham Ismail
- Amjad Kalaf
- Yaser Kasim
- Waleed Salem
- Endō Yasuhito
- Kagawa Shinji
- Okazaki Shinji
- Shibasaki Gaku
- Yoshida Maya
- Yousef Al-Rawashdeh
- Hussain Fadhel
- Ryang Yong-Gi
- Abdulaziz Al-Muqbali
- Jaka Ihbeisheh
- Hassan Al Haidos
- Khalfan Ibrahim
- Nawaf Al Abed
- Naif Hazazi
- Cho Young-Cheol
- Kim Young-Gwon
- Nam Tae-Hee
- Odil Ahmedov
- Igor Sergeev
- Vokhid Shodiev

phản lưới nhà
- Mohamed Husain (trận gặp UAE)
- Cao Lâm (trận gặp CHDCND Triều Tiên)

### Đường kiến tạo
4 đường kiến tạo
- Massimo Luongo
- Omar Abdulrahman

3 đường kiến tạo
- Faouzi Aaish
- Andranik Teymourian

2 đường kiến tạo
- Ivan Franjic
- Alaa Abdul-Zahra
- Kagawa Shinji
- Abdallah Deeb
- Cha Du-Ri
- Kim Jin-Su
- Amer Abdulrahman

1 đường kiến tạo
- Jason Davidson
- Matthew Leckie
- Trent Sainsbury
- Tomi Juric
- Cao Lâm
- Trịnh Trí
- Khương Trí Bằng
- Ashkan Dejagah
- Vouria Ghafouri
- Ali Adnan
- Dhurgham Ismail
- Amjad Kalaf
- Waleed Salem
- Ahmed Yasin
- Honda Keisuke
- Inui Takashi
- Muto Yoshinori
- Hamza Al-Dardour
- Saeed Murjan
- Oday Zahran
- Abdulaziz Al Misha'an
- Mohammed Al-Siyabi
- Nawaf Al Abed
- Abdullah Al-Zori
- Ki Sung-Yueng
- Lee Jung-Hyup
- Lee Keun-Ho
- Server Djeparov
- Jasur Hasanov
- Timur Kapadze
- Shavkat Mullajanov

### Thẻ phạt
Trong giải đấu này, một cầu thủ bị treo giò trong trận đấu tiếp theo nếu nhận thẻ đỏ trực tiếp hoặc nhận đủ 2 thẻ vàng trong 2 trận đấu khác nhau. Tại giải đấu, các cầu thủ sau đây bị treo giò một hay nhiều trận do nhận thẻ đỏ hoặc nhận đủ số thẻ vàng:
| Cầu thủ              | Ghi chú                                                | Treo giò                                                           |
| -------------------- | ------------------------------------------------------ | ------------------------------------------------------------------ |
| Fahad Awadh          | ở vòng loại với Iran · ở vòng loại với Iran            | Bảng A với Úc                                                      |
| Islom Tukhtakhodjaev | ở vòng loại với UAE                                    | Bảng B với CHDCND Triều Tiên                                       |
| Ri Sang-Chol         | Hành vi chơi xấu đối với một quan chức trận đấu        | Bảng B với Uzbekistan Bảng B với Ả Rập Saudi Bảng B với Trung Quốc |
| Fahad Al-Muwallad    | ở vòng loại với Trung Quốc · ở vòng loại với Indonesia | Bảng B với Trung Quốc                                              |
| Tôn Khắc             | ở vòng loại với Iraq · ở vòng loại với Iraq            | Bảng B với Ả Rập Saudi                                             |
| Ahmed Harbi          | ở bảng D với Nhật Bản                                  | Bảng D với Jordan                                                  |
| Anas Bani Yaseen     | ở bảng D với Iraq                                      | Bảng D với Palestine                                               |
| Ri Yong-Jik          | ở bảng B với Ả Rập Saudi                               | Bảng B với Trung Quốc                                              |
| Nhậm Hàng            | ở bảng B với Ả Rập Saudi · ở bảng B với Uzbekistan     | Bảng B với CHDCND Triều Tiên                                       |
| Alaa Abdul-Zahra     | ở bảng D với Jordan · ở bảng D với Nhật Bản            | Bảng D với Palestine                                               |
| Matthew Spiranovic   | ở bảng A với Oman · ở bảng A với Hàn Quốc              | Tứ kết với Trung Quốc                                              |
| Walid Abbas          | ở bảng C với Qatar · ở bảng C với Iran                 | Tứ kết với Nhật Bản                                                |
| Mehrdad Pooladi      | ở tứ kết với Iraq                                      | Vòng loại World Cup 2018                                           |
| Yaser Kasim          | ở bảng D với Jordan · ở tứ kết với Iran                | Bán kết với Hàn Quốc                                               |
| Ahmad Ibrahim        | ở tranh hạng ba với UAE                                | Vòng loại World Cup 2018                                           |

### Giải thưởng
Đội hình tiêu biểu giải đấu
4 cầu thủ từ đội tuyển Úc vô địch và Á quân Hàn Quốc được lựa chọn vào đội hình tiêu biểu, trong khi tất cả các cầu thủ khác được thu từ 2 đội bóng thua trận bán kết.
| Thủ môn     | Hậu vệ                                                 | Tiền vệ                                       | Tiền đạo                              |
| ----------- | ------------------------------------------------------ | --------------------------------------------- | ------------------------------------- |
| Mathew Ryan | Dhurgham Ismail Kwak Tae-Hwi Trent Sainsbury Cha Du-Ri | Massimo Luongo Omar Abdulrahman Ki Sung-Yueng | Ali Mabkhout Tim Cahill Son Heung-Min |

Chiếc giày vàng
- Ali Mabkhout

Găng tay vàng
- Mathew Ryan

Cầu thủ xuất sắc nhất
- Massimo Luongo

Đội đoạt giải phong cách
- Úc

### Bảng xếp hạng đội giải đấu
| VT    | Đội               | ST | T | H | B | BT | BB | HS  | Đ  | Kết quả chung cuộc  |
| ----- | ----------------- | -- | - | - | - | -- | -- | --- | -- | ------------------- |
| 1     | Úc (H)            | 6  | 5 | 0 | 1 | 14 | 3  | +11 | 15 | Vô địch             |
| 2     | Hàn Quốc          | 6  | 5 | 0 | 1 | 8  | 2  | +6  | 15 | Á quân              |
| 3     | UAE               | 6  | 3 | 1 | 2 | 10 | 8  | +2  | 10 | Hạng ba             |
| 4     | Iraq              | 6  | 2 | 1 | 3 | 8  | 9  | −1  | 7  | Hạng tư             |
|       |                   |    |   |   |   |    |    |     |    |                     |
| 5     | Nhật Bản          | 4  | 3 | 1 | 0 | 8  | 1  | +7  | 10 | Bị loại ở tứ kết    |
| 6     | Iran              | 4  | 3 | 1 | 0 | 7  | 3  | +4  | 10 | Bị loại ở tứ kết    |
| 7     | Trung Quốc        | 4  | 3 | 0 | 1 | 5  | 4  | +1  | 9  | Bị loại ở tứ kết    |
| 8     | Uzbekistan        | 4  | 2 | 0 | 2 | 5  | 5  | 0   | 6  | Bị loại ở tứ kết    |
|       |                   |    |   |   |   |    |    |     |    |                     |
| 9     | Jordan            | 3  | 1 | 0 | 2 | 5  | 4  | +1  | 3  | Bị loại ở vòng bảng |
| 10    | Ả Rập Xê Út       | 3  | 1 | 0 | 2 | 5  | 5  | 0   | 3  | Bị loại ở vòng bảng |
| 11    | Bahrain           | 3  | 1 | 0 | 2 | 3  | 5  | −2  | 3  | Bị loại ở vòng bảng |
| 12    | Oman              | 3  | 1 | 0 | 2 | 1  | 5  | −4  | 3  | Bị loại ở vòng bảng |
| 13(T) | Qatar             | 3  | 0 | 0 | 3 | 2  | 7  | −5  | 0  | Bị loại ở vòng bảng |
| 13(T) | CHDCND Triều Tiên | 3  | 0 | 0 | 3 | 2  | 7  | −5  | 0  | Bị loại ở vòng bảng |
| 15    | Kuwait            | 3  | 0 | 0 | 3 | 1  | 6  | −5  | 0  | Bị loại ở vòng bảng |
| 16    | Palestine         | 3  | 0 | 0 | 3 | 1  | 11 | −10 | 0  | Bị loại ở vòng bảng |

## Kỷ lục
Cúp bóng đá châu Á 2015 có 20 trận đấu liên tiếp mà không có một trận hòa (trong đó vòng bảng không có một trận hòa nào), nhiều nhất trong bất kỳ giải đấu bóng đá lớn nào, phá vỡ kỷ lục 18 trận trước đó tại Giải bóng đá vô địch thế giới 1930 ở Uruguay.
Ali Mabkhout phá vỡ kỷ lục ghi bàn nhanh nhất tại Cúp bóng đá châu Á, ghi bàn sau 14 giây cho UAE trước Bahrain.
Palestine lần đầu tiên xuất hiện ở Cúp bóng đá châu Á và ghi bàn thắng đầu tiên của họ tại một kỳ Cúp bóng đá châu Á trong trận đấu thứ 2 vòng bảng gặp Jordan.

## Tiếp thị

### Tour triển lãm cúp
Tour triển lãm cúp vô địch bắt đầu ở Trung Quốc vào tháng 9 năm 2014, sau đó đi đến Qatar, Ả Rập Saudi, Hàn Quốc và Nhật Bản trước khi tới Úc vào tháng 12, nơi nó được đưa đến tất cả năm thành phố chủ nhà Cúp bóng đá châu Á 2015.

### Lễ khai mạc
Lễ khai mạc diễn ra vào ngày 9 tháng 1 tại Sân vận động Melbourne Rectangular trước trận đấu khai mạc giải đấu giữa chủ nhà Úc và Kuwait. Buổi lễ được sản xuất bởi một đội ngũ các chuyên gia sự kiện thể thao Twenty3 Sports + Entertainment và công ty công nghệ sáng tạo Spinifex Group. Các tập đoàn đã làm việc tại các sự kiện thể thao quốc tế lớn như lễ khai mạc Thế vận hội Mùa đông 2010 và Thế vận hội Mùa hè 2008. Lễ khai mạc Cúp bóng đá châu Á của đạo diễn Chong Lim, và đặc trưng biểu diễn DJ, ca sĩ và vũ công Havana Brown, ban nhạc indie pop Úc Sheppard, nhạc sĩ thổ dân Úc Geoffrey Gurrumul Yunupingu, và nghệ sĩ hip-hop Úc L-Fresh The Lion, Joelistics và Mistress của buổi lễ. Nó cũng có 80 trẻ em từ các câu lạc bộ bóng đá cơ sở địa phương và màn biểu diễn của hơn 120 vũ công người Úc, diễn viên nhào lộn, người biểu diễn bản địa và các cầu thủ bóng đá nghệ thuật.

### Logo và linh vật
Logo chính thức cho giải đấu đã được công bố tại một sự kiện đặc biệt ở Melbourne, vào tháng 10 năm 2012. Được thiết kế bởi cơ quan Sydney, WiteKite. Logo mô tả một cầu thủ cách điệu, đá một quả bóng đá từ bờ biển phía đông của Úc vượt qua đất nước hướng về châu Á. Quả bóng cũng đại diện cho ánh nắng mặt trời mùa hè Úc vòng cung phía tây từ Úc đến châu Á. 4 dải vàng hình thành nên bản đồ của Úc đại diện cho 4 thành phố chủ nhà. Các thiết kế được chấp nhận bởi các thiết bị cầm AFC.
Linh vật của giải đấu, "Gấu túi Nutmeg", đã được công bố tại vườn thú hoang dã Sydney vào ngày 11 tháng 11 năm 2014. Các linh vật, một loài gấu túi có nguồn gốc từ Úc, mặc những màu sắc của Cúp bóng đá châu Á 2015, màu đỏ và màu vàng. Tên của linh vật này bắt nguồn từ một kỹ thuật trong bóng đá: cầu thủ đi bóng qua chân của đối thủ, được gọi là "nutmeg".

### Nhà tài trợ
AFC công bố 10 nhà tài trợ chính thức và 6 người ủng hộ chính thức như hình dưới đây.
| Nhà tài trợ chính thức | Những người ủng hộ chính thức                                                                 |
| --- | --------------------------------------------------------------------------------------------- |
| \| - Continental - Fly Emirates - Epson - Kirin - Konica Minolta \| - Qatar Petroleum - Saison Card - Samsung - Toshiba - Toyota \| | - Asahi Breweries - FamilyMart - Hyundai Heavy Industries - Makita - Nike - Nikon Corporation |
| - Continental - Fly Emirates - Epson - Kirin - Konica Minolta                                                                       | - Qatar Petroleum - Saison Card - Samsung - Toshiba - Toyota                                  |